# Олівер Монтгомері
Олівер Монтгомері (англ. Oliver Montgomery; Англія, Велика Британія) — англійський актор театру та телебачення. Озвучує аудіокниги.

## Фільмографія
- 2004-2005 — Серцебиття / Heartbeat — Меттью Трент
- 2003-2013 — Нові витівки / New Tricks — Берті
- 1999-2001 — Закон / The Bill — Девід Марсден / Вінс Тернер
- 2001 — Меч честі / Sword of Honour — сержант Вудс
- 1999 — Весь час на сторожовій вежі / All Along the Watchtower — повітроплавець
- 1998 — Горнблавер: Рівні шанси / Hornblower: The Even Chance — лейтенант Чалк
- 1998 — Кат з Кейтер-стріт / The Cater Street Hangman — лорд Ешворт
- 1998 — Випробування та відплата / Trial & Retribution — Арчі Вілсон
- 1997 — Непридатна робота для жінки / An Unsuitable Job for a Woman  — Едвард Горсфал
- 1996 — Губернатор / The Governor  — Джейсон Галлі
- 1996 — Мовчазний свідок / Silent Witness — адвокат
- 1995 — Солдат, солдат / Soldier Soldier — Філіп Кобб